# Spanien beim Junior Eurovision Song Contest
Teilnehmende Rundfunkanstalt

Erste Teilnahme
2003
Anzahl der Teilnahmen
10 (Stand 2024)
Höchste Platzierung
1 (2004)
Höchste Punktzahl
212 (2019)
Niedrigste Punktzahl
77 (2021)
Punkteschnitt (seit erstem Beitrag)
146,17 (Stand 2020)
Punkteschnitt pro abstimmendem Land im 12-Punkte-System
8,08 (Stand 2006)
Dieser Artikel befasst sich mit der Geschichte Spaniens als Teilnehmer am Junior Eurovision Song Contest.

## Geschichte
Spanien nahm 2003 gleich bei der ersten Ausgabe des Junior Eurovision Song Contests teil. Bei der ersten Teilnahme erreichte man einen zweiten Platz, im Folgejahr 2004 gelang mit María Isabel dann sogar der erste Sieg beim Wettbewerb. Spanien war somit die erste – im regulären ESC geltende – „Big-Five-Nation“, die den Junior ESC gewinnen konnte. 2005 konnte man als Gastgebernation erneut den zweiten Platz belegen. 2006 reichte es für einen vierten Platz. 2007 zog sich der Sender dann aus unbekannten Gründen vom Wettbewerb zurück. Die Abstinenz dauerte schließlich bis 2018 an.
Für 2019 kündigte die spanische Rundfunkgesellschaft TVE seine Rückkehr zum Wettbewerb nach einer 13-jährigen Pause an. Die Teilnehmerin Melani García wurde intern bestimmt. Sie erreichte im Wettbewerb den 3. Platz und holte mit 212 Punkten einen Punkterekord für Spanien. Auch im Folgejahr 2020 belegte Soleá erneut einen dritten Platz für Spanien. Beide Beiträge konnten somit an die erfolgreichen Jahre vor dem Rückzug anknüpfen. Das änderte sich allerdings 2021: Levi Diaz konnte mit Platz 15 von 19 eine für Spaniens Verhältnisse eher schwache Platzierung einholen. Es ist zudem das erste Mal, dass Spanien nicht unter den ersten 5 platziert ist. Im Jahr danach, 2022, konnte Carlos Higes mit dem 6. Platz wieder eine Platzierung unter den ersten 10 erreichen. 2023 holte Sandra Valero mit Platz 2 das beste Ergebnis Spaniens seit 2006 und ebenfalls erneut eine Platzierung unter den ersten Fünf. 
Trotz der langen Pause zählt Spanien zu den erfolgreichsten Teilnehmerländern des JESC. Keinem anderen Land gelang es so lange, nur Platzierungen unter den ersten Fünf zu erzielen. Lediglich Dänemark konnte ausschließlich Top-5 Platzierungen einholen, konnte den Wettbewerb allerdings bislang noch nie gewinnen. Bemerkenswert ist zudem, dass Spanien beim Junior ESC im Vergleich zum regulären ESC deutlich erfolgreicher abschneidet.

## Liste der Beiträge
| Jahr      | Interpret                | Lied (Musik / Text)                                                                    | Sprache                  | Übersetzung               | Platz Teilnehmer (gesamt) | Punkte                   |
| --------- | ------------------------ | -------------------------------------------------------------------------------------- | ------------------------ | ------------------------- | ------------------------- | ------------------------ |
| 2003      | Sergio                   | Desde el cielo (Sergio)                                                                | Spanisch                 | Vom Himmel                | 2 / 16                    | 125                      |
| 2004      | María Isabel             | Antes muerta que sencilla (María Isabel)                                               | Spanisch                 | Lieber tot als gewöhnlich | 1 / 18                    | 171                      |
| 2005      | Antonio José             | Te traigo flores (Antonio José)                                                        | Spanisch                 | Ich bringe dir Blumen     | 2 / 16                    | 146                      |
| 2006      | Dani                     | Te doy mi voz (Dani)                                                                   | Spanisch                 | Ich gebe dir mein Wort    | 4 / 15                    | 90                       |
| 2007-2018 | Auf Teilnahme verzichtet | Auf Teilnahme verzichtet                                                               | Auf Teilnahme verzichtet | Auf Teilnahme verzichtet  | Auf Teilnahme verzichtet  | Auf Teilnahme verzichtet |
| 2019      | Melani García            | Marte (Pablo Mora, Manu Chalud)                                                        | Spanisch                 | Mars                      | 3 / 19                    | 212                      |
| 2020      | Soleá                    | Palante (César G. Ross, Hajar Sbihi, Bruno Valverde)                                   | Spanisch                 | Vorwärts                  | 3 / 12                    | 133                      |
| 2021      | Levi Díaz                | Reír (David Roma)                                                                      | Spanisch                 | Lachen                    | 15 / 19                   | 77                       |
| 2022      | Carlos Higes             | Señorita (Michael James Down, Primoz Poglajen, Will Taylor)                            | Spanisch, Englisch       | Frau                      | 6 / 16                    | 137                      |
| 2023      | Sandra Valero            | Loviu (Diego Cantero, Alejandro Martínez Valderrama, David Parejo Martín, Luis Ramiro) | Spanisch (b)             | Ich liebe dich            | 2 / 16                    | 201                      |
| 2024      | Chloe DelaRosa           | Como La Lola (David Parejo, Luis Ramiro, Alejandro Martínez, Chloe DelaRosa)           | Spanisch                 | Wie Lola                  | 6 / 17                    | 144                      |

## Ausgetragene Wettbewerbe
| Jahr | Stadt  | Austragungsort | Moderation                               |
| ---- | ------ | -------------- | ---------------------------------------- |
| 2024 | Madrid | Caja Mágica    | Ruth Lorenzo, Melani García, Marc Clotet |

## Punktevergabe
Folgende Länder erhielten die meisten Punkte von oder vergaben die meisten Punkte an Spanien:
| Die meisten vergebenen Punkte | Die meisten vergebenen Punkte | Die meisten vergebenen Punkte |
| Platz                         | Land                          | Punkte                        |
| ----------------------------- | ----------------------------- | ----------------------------- |
| 1                             | Rumänien                      | 42                            |
| 2                             | Dänemark                      | 26                            |
| 3                             | Belgien                       | 22                            |
| 4                             | Vereinigtes Königreich        | 20                            |
| 5                             | Belarus                       | 19                            |

| Die meisten erhaltenen Punkte | Die meisten erhaltenen Punkte | Die meisten erhaltenen Punkte |
| Platz                         | Land                          | Punkte                        |
| ----------------------------- | ----------------------------- | ----------------------------- |
| 1                             | Rumänien                      | 40                            |
| 2                             | Belgien                       | 39                            |
| 3                             | Griechenland                  | 35                            |
| 4                             | Schweden                      | 34                            |
| 5                             | Zypern                        | 33                            |

Stand: 2006